# Aeropuerto Federico García Lorca Granada-Jaén
Luchthaven Federico Garciá Lorca Granada-Jaén (IATA: GRX, ICAO: LEGR), (Spaans: Aeropuerto F.G.L. Granada-Jaen) ligt 15 km ten westen van Granada, nabij Chauchina in Andalusië. De luchthaven is vernoemd naar poëet Federico García Lorca en bedient naast Granada ook de stad Jaén, 100 km ten noorden van de luchthaven.